# Островская (Кирилловский район)
Островская — деревня в Кирилловском районе Вологодской области.
Входит в состав Коварзинского сельского поселения, с точки зрения административно-территориального деления — в Коварзинский сельсовет.
Расстояние по автодороге до районного центра Кириллова — 46 км, до центра муниципального образования Коварзино — 10 км. Ближайшие населённые пункты — Нестерово, Миклеево, Нова.
По данным переписи в 2002 году постоянного населения не было.